# Поджага
Поджага (словен. Podžaga) — поселення в общині Велике Лаще, Осреднєсловенський регіон, Словенія. 
Висота над рівнем моря: 534,4 м.